# Pasias puspagiri
Pasias puspagiri är en spindelart som beskrevs av Benoy Krishna Tikader 1963. Pasias puspagiri ingår i släktet Pasias och familjen krabbspindlar. Inga underarter finns listade i Catalogue of Life.